# احمد قناری خلخالی
شیخ احمد قناری خلخالی (؟ - ۱۵۶۷م) ادیب ایرانی در سدهٔ دهم هجری/شانزدهم میلادی بود.

## زندگی
احمد نوهٔ ابویزید خلخالی در سالی نامعلوم در خلخال زاده شد. نزد غیاث‌الدین منصور به تحصیلات پرداخت و در ادبیات فارسی و عربی برجسته گشت. او بیشتر در قزوین زیست و آنجا به آموزش می‌پرداخت.

خلخالی در سال ۹۷۵ق/۱۵۶۷م در قزوین درگذشت؛ ماده‌تاریخ آن از نظمی تبریزی:

| شیخ احمد آن شاعر و آن ادیب کار آگاه |  | تا کشید از این عالم، رخت خویشتن ناگاه |
| بهر سال تاریخش، فاضلی مکرر گفت:     |  | آه شیخ احمد آه، آه شیخ احمد آه        |